# Finke (Unternehmen)
Die Finke Das Erlebnis-Einrichten GmbH & Co. KG war eine 1959 gegründete Unternehmensgruppe im Möbel-Einzelhandel mit Sitz in der ostwestfälischen Stadt Paderborn. Sie wurde Anfang Oktober 2018 von der Höffner Möbelgesellschaft GmbH& Co. KG übernommen. Finke beschäftigte mehr als 1500 Mitarbeiter und erzielte 2014 einen Umsatz von rund 300 Millionen Euro. Zur Unternehmensgruppe gehörten sieben Einrichtungshäuser, sieben Wohndiscounter und ein Küchenfachmarkt.

## Geschichte

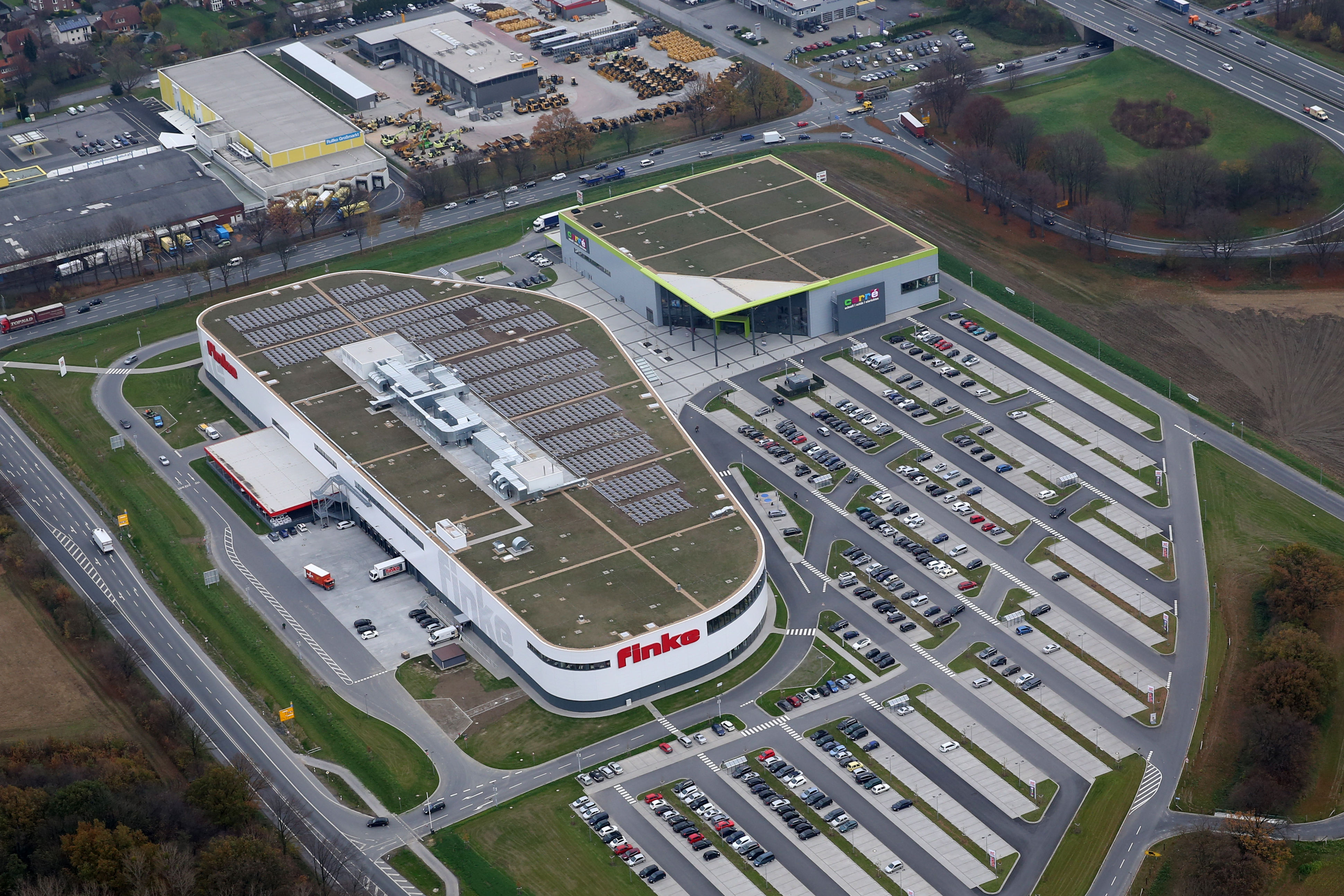
Möbelhaus Finke und Carré in Hamm, Luftbild 2015

Franz Finke gründete 1959 in Paderborn Finke Möbel, einen Möbel-Einzelhandel mit einer Verkaufsfläche von 100 Quadratmetern. 1969 begann die Erweiterung des Stammsitzes. Im Jahre 1978 übernahm sein Sohn Wilfried Finke († 2019) die Geschäftsleitung.
1990 wurde ein Verkaufszelt in der Innenstadt von Erfurt errichtet, bevor 1993 das zweite Finke-Haus in Elxleben bei Erfurt eröffnet wurde. 1995 folgte die Eröffnung des Hauses in Kassel. Im Jahre 1997 wurde das eigene Logistikzentrum Thüringen in Elxleben bei Erfurt in Betrieb genommen und 1998 ein weiteres Haus in Münster eröffnet.
Im Jahre 2000 eröffnete der erste Wohndiscounter der Marke Preis-Rebell in Paderborn und 2001 ein weiterer in Kassel. Es folgten weitere Häuser in Erfurt, Beckum, Münster, Dülmen und zuletzt 2010 in Oer-Erkenschwick. 2003 wurde das Finke-Einrichtungshaus in Paderborn auf 42.000 Quadratmeter erweitert. In Jena wurde 2004 ein weiteres  Finke-Haus eröffnet und 2005 der Küchenfachmarkt XARA in Paderborn neu eröffnet. 2006 folgte die Eröffnung eines weiteren Finke-Hauses in Oberhausen und der Traumfabrik in Kassel. Das Designmöbelhaus Traumfabrik wurde jedoch bereits in 2011 wieder geschlossen, da der Mietvertrag seitens des Eigentümers gekündigt wurde. Im Jahre 2008 wurde das Einrichtungshaus in Münster auf 44.000 Quadratmeter erweitert und das dort ansässige Logistikzentrum eröffnet. Im September 2015 eröffneten ein Einrichtungshaus sowie der Mitnahmemarkt Carré in Hamm-Rhynern.
Die Geschäftsleitung wurde im Jahr 2011 mit Rudolf Christa, vorher u. a. Geschäftsführer bei XXXLutz, und Thomas Eck, vorher u. a. Geschäftsführer bei Möbel Höffner, verstärkt.
Am 24. August 2018 wurde bekannt, dass Wilfried Finke das Unternehmen an Möbel Höffner verkaufen will. Das Bundeskartellamt hat den Verkauf Anfang Oktober bestätigt. Der Tod Wilfried Finkes wurde am 15. Januar 2019 von offizieller Stelle bekannt.

## Kaufhäuser
Die folgende Tabelle liefert einen Überblick über die zur Gruppe gehörenden Kaufhäuser. Aufgrund der Übernahme vom Möbelhaus Höffner hat das Einrichtungshaus in Paderborn den Verkauf Ende April 2019 eingestellt; das Gebäude wurde abgerissen. Die Verwaltung stellte den Betrieb Ende 2019 ein. Auch der Wohndiscounter Preis-Rebell in Beckum schloss am 31. März 2019. Auf dem Gelände des Einrichtungshauses in Paderborn entstand 2020 ein neues Höffner-Möbelhaus.
Die Häuser in Erfurt und Jena firmieren seit dem 2. Juli 2020 unter Möbel Kraft.
Aus dem Preis-Rebell in Paderborn wurde am 23. Juli 2020 Sconto.

## Sponsoring
Zudem war das Unternehmen Finke langjähriger Trikotsponsor des Fußballvereins SC Paderborn 07. Wilfried Finke, Inhaber des Unternehmens, war über viele Jahre – bis zu seinem Rücktritt am 16. Mai 2016 – Präsident des Vereins und rettete ihn vor einem möglichen Bankrott. Von Dezember 2016 bis Juli 2018 war er wieder der Präsident des SC Paderborn 07.
In der Saison 2012/13 war Finke auch Haupt- und Namenssponsor der Paderborn Baskets und rettete den Verein damit vor der Insolvenz.